# Angiogènesi
L'angiogènesi és el procés fisiològic que consisteix en la formació de vasos sanguinis nous a partir dels vasos preexistents. És un fenomen normal durant el desenvolupament embrionari, el creixement de l'organisme i en la cicatrització de les ferides. No obstant això també és un procés fonamental en la transformació maligna del creixement tumoral.

## Angiogènesi i càncer
Les cèl·lules canceroses o malignes són unes cèl·lules que han perdut el control en la forma de dividir-se. Un tumor maligne consisteix en una població de cèl·lules canceroses que es divideixen ràpidament i cada vegada amb major velocitat. Les mutacions ocorren amb major freqüència dintre d'aquest tumor que adquireix cada vegada més cèl·lules. Aquestes mutacions permeten que les cèl·lules canceroses adquireixin resistència als citotòxics i a la radioteràpia. Els tumors no poden créixer més enllà d'una certa grandària, generalment un o dos mil·límetres, a causa de manca d'oxigen i d'altres nutrients essencials.
Els tumors indueixen l'angiogènesi per mitjà de la secreció de diversos factors del creixement, com el factor de creixement endotelial vascular (FCEV. Els factors de creixement, com el bFGF i FCEV poden induir el creixement capil·lar en el tumor, proveir els nutrients que necessita i així creix el tumor. Per tant, l'angiogènesi és un pas necessari i requerit per a la transició d'un grup inofensiu petit de cèl·lules, a un tumor de gran grandària.
L'angiogènesi també és imprescindible per a la disseminació d'un càncer o metàstasi. Les cèl·lules canceroses poden desprendre's d'un tumor sòlid determinat, entrar en un vas sanguini, i traslladar-se a un lloc distant, on poden implantar-se i començar el creixement d'un tumor secundari o metàstasi. Està demostrat que els vasos sanguinis en un tumor sòlid dau poden estar barrejats amb cèl·lules endotelials i cèl·lules malignes. Aquest mosaic de cèl·lules permet la infiltració de cèl·lules tumorals en la vascularització sanguínia. El creixement subseqüent d'aquestes metàstasis també requerirà una font d'aliments i d'oxigen.
El primer informe de l'angiogènesi es remunta al llibre A treatise on the blood, inflammation, and gun-shot wound publicat el 1794, on es van recopilar les conclusions de la investigació de l'anatomista escocès John Hunter. En el seu estudi, Hunter va observar el procés de creixement de nous vasos sanguinis en conills.